# Bengt Andersson
Bengt Evert Andersson (Kungsbacka, 11 de agosto de 1966) é um futebolista sueco que atuava como goleiro. Atualmente joga no Särö IK.

## Carreira
Revelado pelo GAIS em 1984, teve passagens destacadas por IK Brage (114 jogos e 3 gols) e IFK Göteborg (246 partidas). Em seu país, jogou também por Örgryte, Tölö IF, Önnereds IK, Kristbergs, Pålsboda GoIF, Älvängens IK e Särö IK, onde atua desde 2016. Entre 2013 e 2014, trabalhou como técnico do Kållered SK.
Passou ainda no futebol da Noruega (Fredrikstad e Moss, ambos por empréstimo) e da Espanha, atuando pelo Tenerife (20 partidas). Em sua carreira de jogador, marcou 6 gols (3 pelo IK Brage e outros 3 pelo Örgryte).

## Seleção Sueca
Bengt Andersson estreou na Seleção Sueca num amistoso contra o Brasil em junho de 1995. Disputou, até 1996, 11 jogos em sua carreira internacional.
Figurou na lista de espera dos Amarelos para a Copa de 2006, caso um dos 3 goleiros da equipe (o titular Andreas Isaksson e os reservas John Alvbåge e Rami Shaaban) fosse cortado por lesão, o que não ocorreu.